# Fairfax (Minnesota)
Fairfax es una ciudad ubicada en el condado de Renville en el estado estadounidense de Minnesota. En el Censo de 2010 tenía una población de 1235 habitantes y una densidad poblacional de 365,67 personas por km².

## Geografía
Fairfax se encuentra ubicada en las coordenadas 44°31′42″N 94°43′24″O / 44.52833, -94.72333. Según la Oficina del Censo de los Estados Unidos, Fairfax tiene una superficie total de 3.38 km², de la cual 3.38 km² corresponden a tierra firme y (0%) 0 km² es agua.

## Demografía
Según el censo de 2010, había 1235 personas residiendo en Fairfax. La densidad de población era de 365,67 hab./km². De los 1235 habitantes, Fairfax estaba compuesto por el 92.55% blancos, el 0% eran afroamericanos, el 0.24% eran amerindios, el 0.24% eran asiáticos, el 0% eran isleños del Pacífico, el 6.32% eran de otras razas y el 0.65% pertenecían a dos o más razas. Del total de la población el 11.34% eran hispanos o latinos de cualquier raza.